# Narendra Kumar Prakash Jain
Narendra Kumar Prakash Jain (* 21. Dezember 1930 in Indore) ist ein indischer Yogi und vormaliger Diplomat.

## Leben
N. K. P. Jain ist der Sohn von Fateh und Pannalal.
Er studierte an der Universität Bombay und an der University of Cambridge.
Im April 1953 trat er in den auswärtigen Dienst und vertrat in Bangkok, Moskau und Berlin  Indien in der Wirtschaftskommission von Asien und Fernost. 1967 war er Direktor im Handelsministerium, suchte nach Handelsbeziehungen mit dem Rat für gegenseitige Wirtschaftshilfe und fand ein Stipendium an der Universität der Künste Berlin.
Von 1970 bis 1974 war er stellvertreter des Leiters der indischen Mission beim UN-Hauptquartier.
Er vertrat die indische Regierung bei mehreren Konferenzen und Tagungen der Blockfreien Bewegung.
Von 1974 bis 1979 wurde er im Außenministerium beschäftigt.
Von 1979 bis 1982 war er Botschafter in Katmandu.
Von 24. November 1982 bis 23. Juni 1985 war er Botschafter in Mexiko-Stadt und war bei den Regierungen in  San Salvador und Guatemala akkreditiert.
Von 23. Juni 1985 bis 10. Oktober 1986 leitete er im Rang eines Staatssekretärs im Außenministerium die Abteilung Wirtschaft Südostasien, naher und ferner Osten und Golfstaaten.
Von 10. Oktober 1986 bis 30. April 1989 war er Botschafter in Brüssel, war bei der EU-Kommission akkreditiert und wurde anschließend in den Ruhestand versetzt.
| Vorgänger                  | Amt                                                                  | Nachfolger           |
| -------------------------- | -------------------------------------------------------------------- | -------------------- |
| Nedyam Balachandra Menon   | indischer Botschafter in Katmandu 30. Juni 1979 bis 28. Juli 1982    | Harlan Chandra Sarin |
| Dileep Shankarrao Kamtekar | indischer Botschafter in Mexiko 24. November 1982 bis 23. Juni 1985  | Madhu Bhaduri        |
| Eric Gonsalves             | indischer Botschafter in Brüssel 10. Oktober 1986 bis 30. April 1989 | G.V. Ramakrishna     |